# Shadow in the Cloud
Una sombra en la nube es una película de acción y aventuras fantástica de 2020 dirigida por Roseanne Liang, a partir de un guion de Liang y Max Landis. Es protagonizada por Chloë Grace Moretz, Taylor John Smith, Nick Robinson, Beulah Koale y Callan Mulvey. Sigue a una mujer del servicio de la fuerza aérea de la Segunda Guerra Mundial que está en una misión misteriosa, solo para que un gremlin ataque al bombardero en el que viaja.
Tuvo su estreno mundial el 12 de septiembre de 2020 en el Festival Internacional de Cine de Toronto de 2020, donde ganó el premio People's Choice Award por Midnight Madness. Fue estrenada el 1 de enero de 2021 por Vertical Entertainment y Redbox Entertainment, aunque el lanzamiento de la película fue limitado debido a la pandemia de COVID-19.

## Argumento
En agosto de 1943, Maude Garrett, una oficial de vuelo, es asignada para viajar con documentos de alto secreto desde Auckland, Nueva Zelanda, a Samoa. Sin embargo, tan pronto como llega a la base aérea, es testigo de cómo un rampero del equipo de tierra desaparece inexplicablemente ante sus ojos, justo antes de encontrarse de repente delante de su transporte, un bombardero B-17 bautizado como Fool's Errand. La tripulación del bombardero le da una bienvenida en su mayor parte burlona, y ella es acuartelada en la torreta esférica para el despegue. Sin espacio para su bolsa de documentos, permite a regañadientes que el único miembro de la tripulación que le es afín, Walter Quaid, la guarde.
Mientras está atrapada en la torreta, Maude ve de repente una especie de criatura que se aferra a la parte inferior del ala del bombardero; lo comunica, pero la mayoría de la tripulación -excepto Beckell, que también lo ve- lo descarta. Cuando se le permite salir de la torreta, la escotilla funciona mal y la atrapa dentro. Cuando reacciona indignada ante los comentarios de la tripulación sobre su situación, ésta abandona sus intentos de abrir la escotilla y se corta la comunicación. Tras ver cómo un avión explorador japonés aparece y desaparece cerca del bombardero, es atacada bruscamente por la criatura, un gremlin; lucha contra él, pero acaba herida. Cuando la tripulación vuelve a ponerse en contacto con ella para preguntarle por lo sucedido, les llega un mensaje de radio en el que se les dice que una tal Maude Garrett no existe y que no está inscrita en el vuelo. Cuando pretenden sacarla para interrogarla, Maude atasca deliberadamente los engranajes de la torreta y se prepara para defenderse cuando el avión japonés reaparece y ataca. Tomando el control de la torreta, lo derriba, ganándose el respeto a regañadientes de la tripulación.
Mientras sigue conversando con la tripulación, Maude admite que en realidad está casada y que subió al bombardero con su nombre de soltera, pero se niega a contar su misión, alegando su confidencialidad. Entonces ve al gremlin mientras sigue saboteando el avión, y finalmente Dorn también lo ve, pero los demás no le hacen caso. Sospechando que la misión de Maude es la causa de sus desgracias, Reeves da la orden de abrir la bolsa, que en realidad contiene un bebé: el hijo extramatrimonial de Maude y Quaid. Obligada a confesar, Maude explica que fue muy maltratada por su marido; tuvo una aventura con Quaid y se quedó embarazada sin quererlo. Alguien la traicionó ante su marido, que acudió a la base. Decidiendo no decírselo a Quaid, Maude fingió su misión para alejarse de su marido antes de que éste la matara en su furia.
Justo cuando el capitán Reeves regresa a la base aérea, llegan tres cazas japoneses y el gremlin aborda el bombardero, hiere a Quaid y secuestra al bebé. Cuando el gremlin aparece ante ella con el bebé en la bolsa, Maude sale de la torreta y le dispara con su arma de mano, expulsándolo, pero dejando la bolsa colgando precariamente del casco ventral. Arriesgándose a una peligrosa escalada, Maude recupera a su hijo y vuelve a subir al avión a través de la abertura del Sperry, ahora reventado. El gremlin ataca de nuevo, lanzando a Taggart fuera del avión antes de que Maude pueda desalojarlo. Cuando Reeves, Finch y Dorn mueren a causa de los disparos japoneses, Maude toma el mando y lleva el avión a tierra de forma brusca pero segura. El gremlin reaparece e intenta arrebatar el bebé una vez más, pero Maude lo alcanza y finalmente lo mata, y ella y los demás supervivientes ven cómo el Fool's Errand explota y se incendia.
Justo antes de que empiecen a rodar los créditos, se muestran imágenes de archivo de mujeres que sirvieron en las fuerzas aéreas británicas y estadounidenses durante la Segunda Guerra Mundial.

## Reparto
- Chloë Grace Moretz como la oficial de vuelo Maude Garrett
- Taylor John Smith como Sargento Walter Quaid, artillero de torreta superior
- Beulah Koale como el teniente de vuelo de la RNZAF Anton Williams, el copiloto del bombardero
- Nick Robinson como el soldado Stu Beckell, artillero de cola
- Callan Mulvey como el capitán John Reeves, piloto del bombardero.
- Benedict Wall como el soldado Tommy Dorn
- Joe Witkowski como el teniente Bradley Finch, navegante
- Byron Coll como el sargento técnico Terrence Taggart, operador de radio

## Producción
En enero de 2019, se anunció que Chloë Grace Moretz se había unido al elenco de la película, con Roseanne Liang dirigiendo un guion de Max Landis. Brian Kavanaugh-Jones, Fred Berger, Kelly McCormick y Tom Hern actuarían como productores a través de Automatik y Four Knights Film, respectivamente. En abril de 2019, Moretz anunció que el guion había sido reescrito varias veces luego de las acusaciones de agresión sexual de Landis. Landis también fue removido como productor de la película, y Liang volvió a escribir la película. Debido a las reglas del Sindicato de Guionistas de Estados Unidos, Landis recibe crédito por el guion. Ese mismo mes, Nick Robinson se unió al elenco de la película.
La fotografía principal comenzó en junio de 2019.

## Estreno
La película tuvo su estreno mundial en el Festival Internacional de Cine de Toronto el 12 de septiembre de 2020. Poco después, Vertical Entertainment y Redbox Entertainment adquirieron los derechos de distribución de la película. Fue estrenada en los Estados Unidos el 1 de enero de 2021, aunque el lanzamiento fue limitado debido a la pandemia de COVID-19.